# Nenad Prelog
Nenad Prelog (Zagreb, 1. siječnja 1948.) hrvatski je znanstvenik, sveučilišni profesor i diplomat, specijalist za nove medije i e-demokraciju.

## Životopis

### Obrazovanje
Diplomirao je sociologiju i filozofiju na Filozofskom fakultetu u Zagrebu, magisterij znanosti s područja ekologije stekao je na Michiganskom sveučilištu u Ann Arboru, SAD, doktorat znanosti postigao je na Fakultetu političkih znanosti u Zagrebu obranivši disertaciju na temu Informacijski aspekt upravljanja okolinom. Postdoktorski studij informacijskih znanosti završio je na Kalifornijskom sveučilištu u Los Angelesu.

### Znanstveni i obrazovni rad
Nenad Prelog je osnovao Informacijsko dokumentacijski centar za zaštitu okoliša Sveučilišta u Zagrebu a u Referalnom centru Sveučilišta u Zagrebu radio je kao voditelj odjela i direktor
Profesor Prelog dao je ključan prinos uspostavljanju informacijskih znanosti kao znanstvene discipline. Osobito se specijalizirao za nove medije te za e-demokraciju. Najcitiraniji je autor iz područja informacijskih znanosti i autor prve hrvatske knjige o obradi teksta na računalu. Bio je predsjednik Hrvatskog društva za promicanje informatičkog obrazovanja.
Redoviti je profesor u trajnom zvanju. Najdulje je predavao na fakultetima političkih znanosti (Studij novinarstva) odnosno organizacije i informatike Sveučilišta u Zagrebu. Predavao je na desetak sveučilišta u Hrvatsko i svijetu. Bio je voditelj poslijediplomskog studija iz informacijskih znanosti i više znanstvenih projekata.
Od 1995. direktor je međunarodnih godišnjih konferencija u Interuniverzitetskom centru u Dubrovniku "Informacijska tehnologija i novinarstvo".
Dobitnik je niza priznanja (među ostalim: Plakete za razvoj informatike, Povelje za zaštitu čovjekove okoline, Nagrade Grada Zagreba, Državne nagrade za popularizaciju znanosti).

### Novinarstvo i publicistika
Još kao student počeo je raditi u novinama, te je nekoliko godina bio urednik a kraće vrijeme i glavni urednik Omladinskog tjednika. 
Bio je urednik u više časopisa, među ostalim i glavni urednik informacijskog časopisa Byte.

### Nakladništvo
U Leksikografskom zavodu Miroslav Krleža bio je pomoćnik ravnatelja i predsjednik Znanstvenog vijeća.

### Diplomacija i međunarodna suradnja
Nenad Prelog bio je suosnivač i dugogodišnji predsjednik Hrvatsko-američkog društva .
Od 2000. godine bio pomoćnik ministra vanjskih poslova, pa od 2003. do 2006. prvi veleposlanik Republike Hrvatske u Republici Irskoj. Nakon toga je od 2008. do 2010. bio član Strateškog vijeća Ujedinjenih naroda za informacijsku i komunikacijsku tehnologiju i razvitak (Global Alliance for ICT and Development). Od 2014. do 2019. bio je hrvatski veleposlanik u Južnoafričkoj Republici.

### Zanimljivosti
- Autor je desetak knjiga i pedesetak znanstvenih, stručnih i preglednih radova. Uvršten u Tko je tko u Hrvatskoj, Hrvatski leksikon i Hrvatsku enciklopediju, Who is Who in the World itd.
- Nenada Preloga su studenti na forumima hvalili da je „najveći zafrkant među profesorima Fakulteta političkih znanosti“.[3]
- Potomak je obitelji s dugom znanstvenom tradicijom: njegov djed Milan Prelog bio je sveučilišni profesor povijesti, otac Milan Prelog bio je znameniti povjesničar umjetnosti i sveučilišni profesor, a stric Vladimir Prelog dobitnik Nobelove nagrade za kemiju.

## Knjige

### Romani
- Jakov: ja živim, Zagreb: Mladost, 1970, 1982 (2).

### Znanost
- Obrada teksta pomoću WordStara, Zagreb: Informator, 1988.
- Tko je tko, što je što u informacijskim djelatnostima u Hrvatskoj, Zagreb: DRIP, 1990.
- Pogled kroz ekran : vodič u informacijsko društvo, Zagreb: DRIP, 1992.

## Nagrade
- Državna nagrada za popularizaciju znanosti (2010.
- Nagrada Grada Zagreba (1998.)